# الدهنة (السياني)

تعديل مصدري - تعديل

الدهنة هي إحدى قرى عزلة المجزع بمديرية السياني التابعة لمحافظة إب، بلغ تعداد سكانها 236 نسمة حسب تعداد اليمن لعام 2004.